# Egipt na zimowych igrzyskach olimpijskich
Egipt na zimowych igrzyskach olimpijskich reprezentował jeden zawodnik. Był nim narciarz alpejski, Jamil El-Reedy, który startował na Zimowych Igrzyskach Olimpijskich 1984. Najwyższa pozycja zawodnika to 46. miejsce w slalomie mężczyzn.

## Liczba zawodników na poszczególnych igrzyskach
| Rok i miejsce  | Zawodnicy | Zawodniczki | Razem |
| -------------- | --------- | ----------- | ----- |
| 1984, Sarajewo | 1         | -           | 1     |

## Wyniki
| Rok i miejsce  | Zawodnik       | Dyscyplina            | Konkurencja   | Wynik   | Wynik   |
| Rok i miejsce  | Zawodnik       | Dyscyplina            | Konkurencja   | Czas    | Miejsce |
| -------------- | -------------- | --------------------- | ------------- | ------- | ------- |
| 1984, Sarajewo | Jamil El-Reedy | narciarstwo alpejskie | zjazd         | 3:13,86 | 60.     |
| 1984, Sarajewo | Jamil El-Reedy | narciarstwo alpejskie | slalom gigant | DNF     | DNF     |
| 1984, Sarajewo | Jamil El-Reedy | narciarstwo alpejskie | slalom        | 2:56,93 | 46.     |